# Aruna
Aruna Abrams (n. 16 ianuarie 1981) este o cântăreață, textieră, DJ, producătoare și pianista americană.

## Legături externe
- Site oficial Arhivat în 6 decembrie 2014, la Wayback Machine.
- Discografia lui Aruna la Discogs